# Schmalblättriger Hohlzahn
Der Schmalblättrige Hohlzahn (Galeopsis angustifolia), auch Schmalblatt-Hohlzahn genannt, ist eine Pflanzenart aus der Gattung Hohlzahn (Galeopsis) innerhalb der Familie der Lippenblütler (Lamiaceae). Sie ist in Europa verbreitet.

## Beschreibung

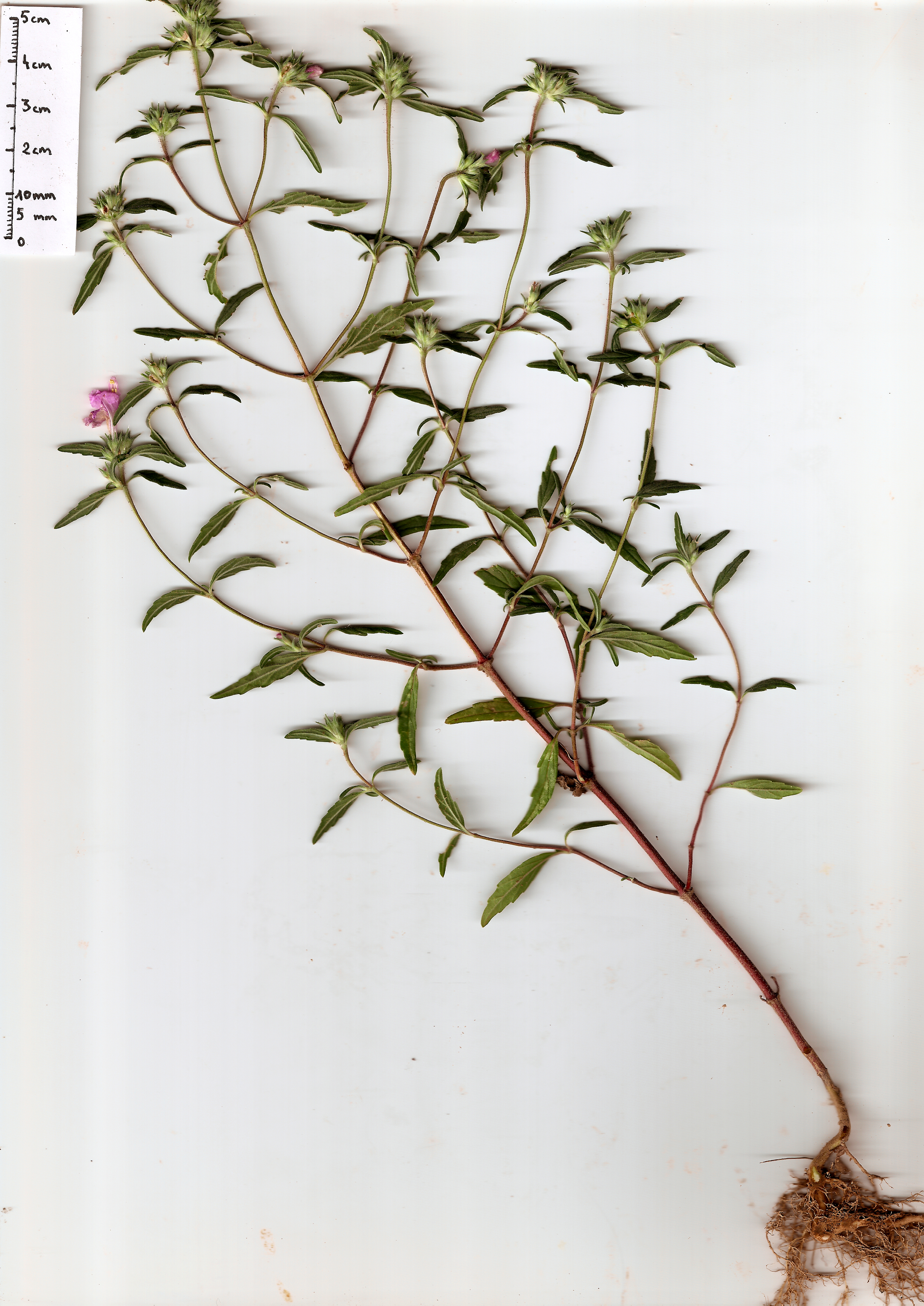
Unter- und oberirdische Pflanzenteile

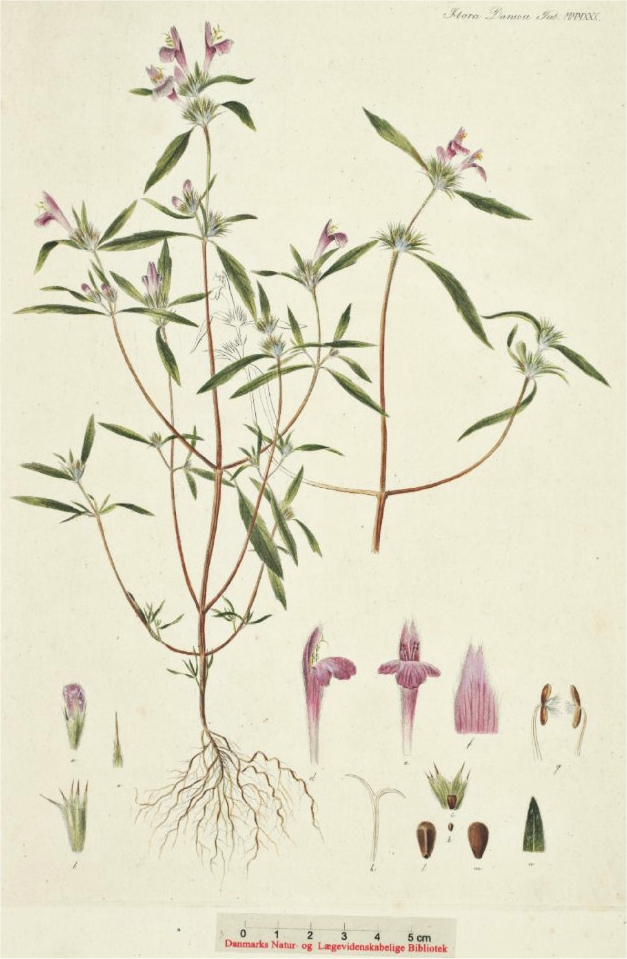
Illustration

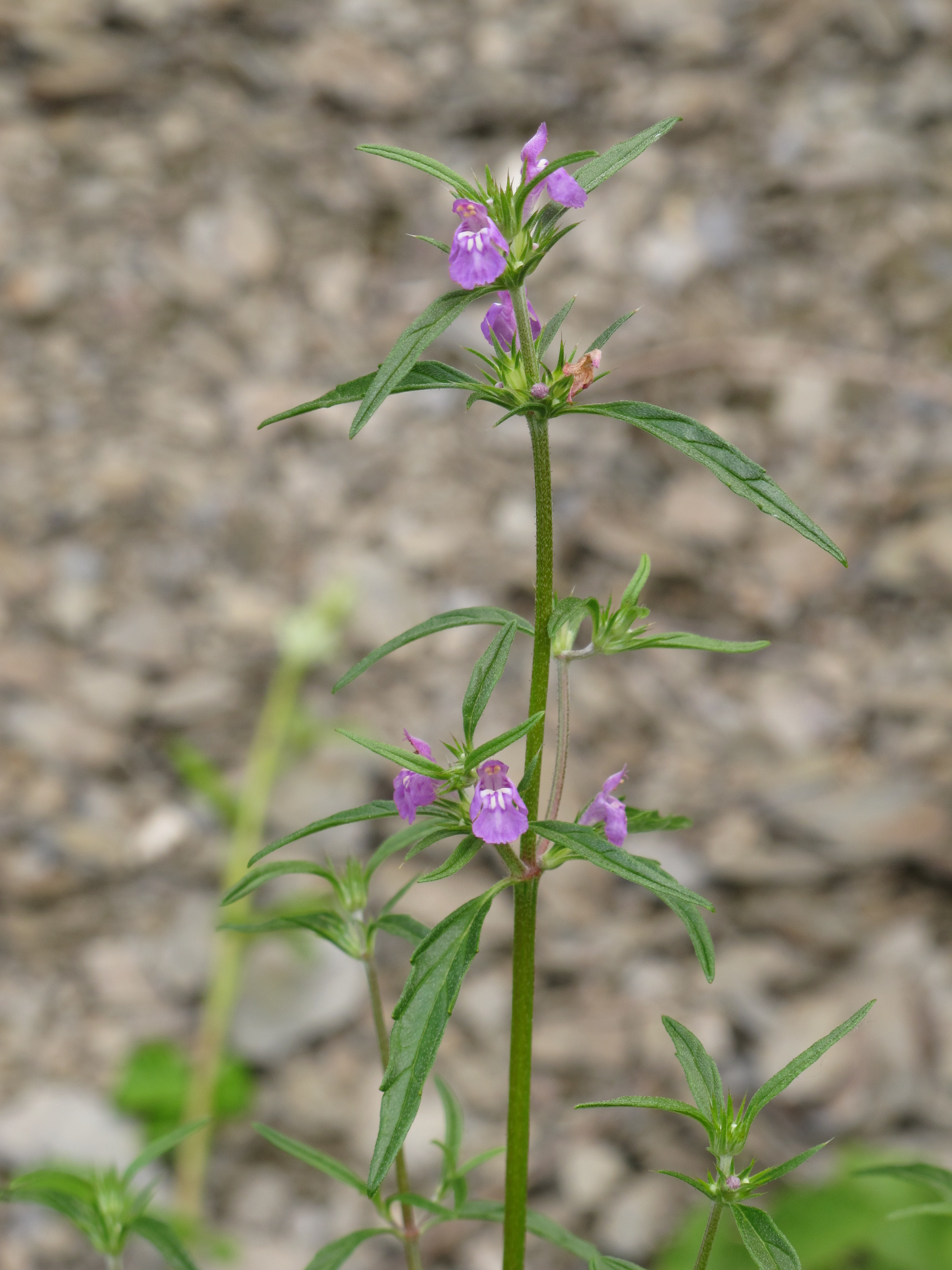
Oberer Bereich eines Pflanzenexemplares mit Tragblättern und Scheinquirlen

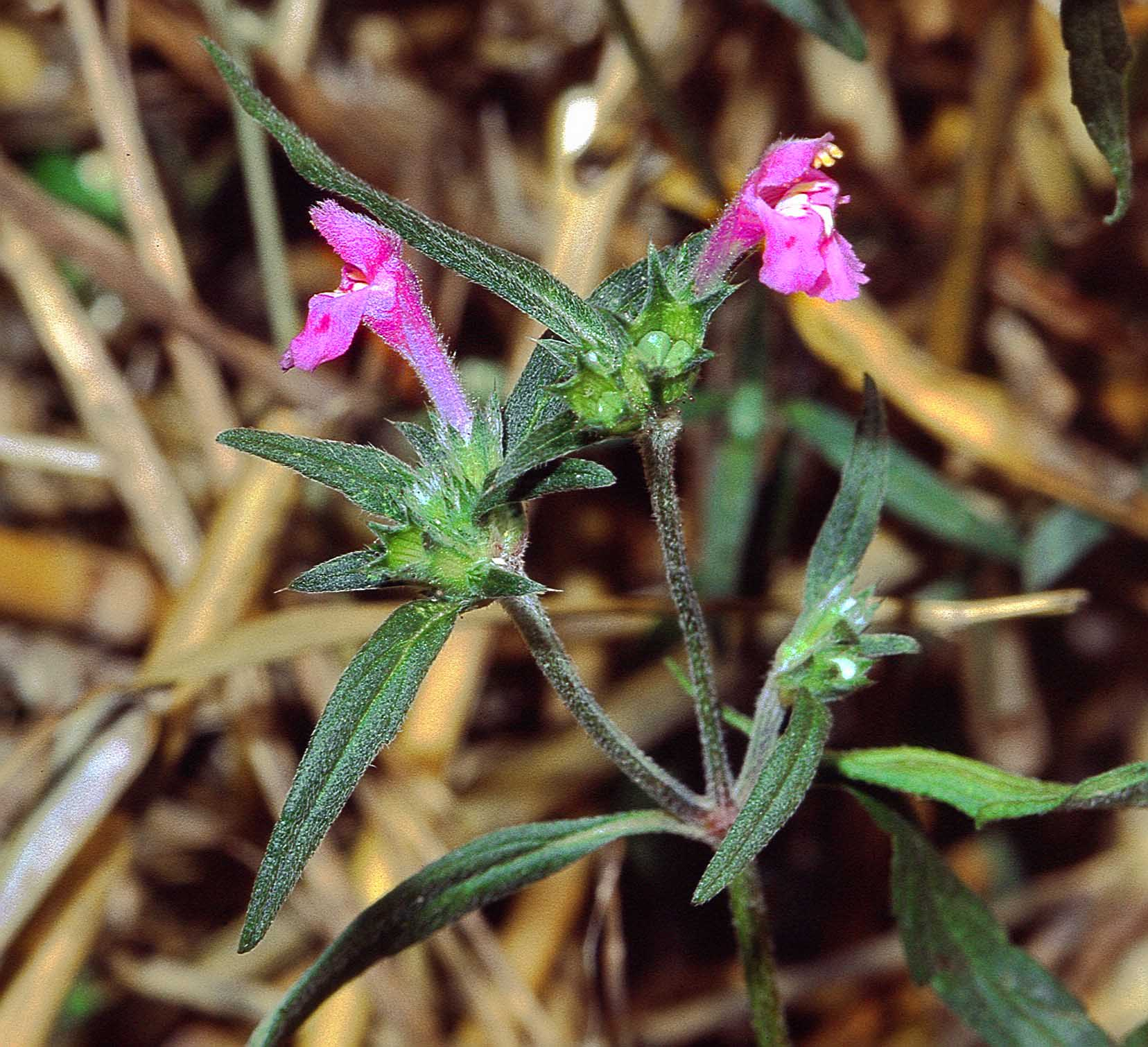
Blütenstand

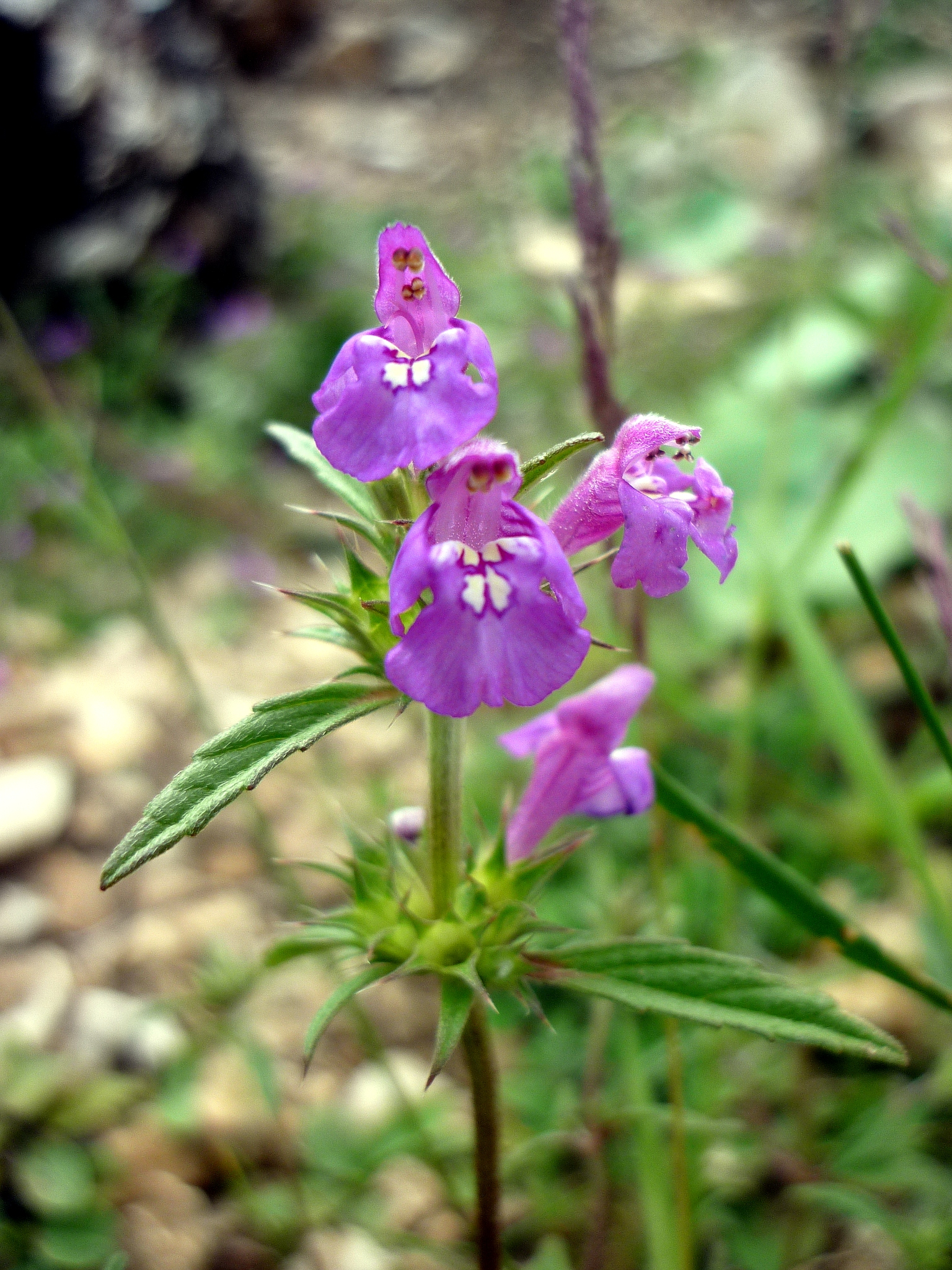
Zygomorphe Blüten

### Vegetative Merkmale
Der Schmalblättrige Hohlzahn wächst als ein- oder zweijährige krautige Pflanze und erreicht Wuchshöhen von meist 10 bis 20, selten bis zu 70 Zentimetern. Der aufrechte, oft rote Stängel besitzt meist sehr lange Äste und ist stumpf vierkantig und am Grund 2 bis 5 Millimeter dick, ist derb, oft rot überlaufen und meist flaumig oder rückwärts angedrückt seidig oder schwach drüsig behaart.
Die gegenständig am Stängel angeordneten Laubblätter sind in Blattstiel und -spreite gegliedert. Der Blattstiel ist kurz. Die einfache Blattspreite ist bei einer Länge von 1 bis 7 Zentimetern sowie bei einer Breite von 2 bis 5, manchmal bis zu 10, selten bei „Mastformen“ bis zu 16 Millimetern schmal-eiförmig-lanzettlich, schmal-lanzettlich bis linealisch und ganzrandig bis seicht gekerbt oder auf beiden Seiten höchstens mit vier kleinen Zähnen.

### Generative Merkmale
Die Blütezeit reicht von Juni bis Oktober. Die Blüten befinden sich mehr oder weniger dicht in voneinander entfernten Scheinquirlen. Die Tragblätter sind bei einer Länge von meist nur 2 bis 5 Millimetern, bei breitblättrigen „Formen“ auch mit einer Breite von bis zu 15 Millimetern oft linealisch und allmählich in den sehr kurzen Blattstiel verschmälert, sehr seicht gekerbt (0 bis 4 Zähne auf jeder Seite) und in der Regel schwach flaumig behaart.
Die meist zwittrige Blüte ist zygomorph und fünfzählig mit doppelter Blütenhülle. Der dicht anliegend flaumig behaarte, aber meist ohne Drüsenhaare, oft rötlich überlaufene und etwa 7 Millimeter lange Kelch endet in fünf meist ungleich langen, geraden vorgestreckten, begrannten Kelchzähne. Die fünf Kronblätter sind zu einer ziemlich engen, geraden und weißlichen Kronröhre verwachsen. Die purpurfarbene Krone ist mit einer Länge von 2 bis 2,5 Zentimetern etwa dreimal so lang wie der Kelch und zweilippig. Die Unterlippe besitzt einen gelben Fleck mit purpurfarbener Gitterzeichnung und im Schlund an jeder Seite einen mehr oder weniger aufrechten, hohlen, von unten her eingedrückten Höcker.
Die Klausen sind etwa 2,5 Millimeter lang.

### Chromosomensatz
Die Chromosomengrundzahl beträgt n = 8, es liegt Diploidie mit einer Chromosomenzahl von 2n = 16 vor.

## Ökologie
Beim Schmalblättrigen Hohlzahn handelt es sich um einen mesomorphen, skleromorphen Therophyten. Der Schmalblättrige Hohlzahn wurzelt bis über einen Meter tief.
Blütenökologisch handelt es sich um Eigentliche Lippenblumen. Die Blüten sind homogam, also sind die männlichen und weiblichen Blütenorgane gleichzeitig fertil. Bei ausbleibender Fremdbestäubung erfolgt spontane Selbstbestäubung innerhalb einer Blüte. Der Schmalblättrige Hohlzahn ist fakultativ autogam, als erfolgt meist Selbstbefruchtung und Fremdbefruchtung die Ausnahme. Als Belohnung für Bestäuber ist Nektar vorhanden. Aber es erfolgt selten eine Bestäubung durch Insekten. Es liegt Selbstkompatibilität vor, Selbstbefruchtung führt erfolgreich zum Samenansatz.
Die Bruchfrucht zerfällt in vier einsamige, geschlossen bleibende Teilfrüchte, hier Klausen genannt. Die Klausen sind die Diasporen. Die Diasporen werden durch Klett- und Klebausbreitung auf der Oberfläche von Tieren ausgebreitet (Epichorie).

## Vorkommen
Es gibt Fundortangaben für Spanien, Frankreich, Italien, die Schweiz, Österreich, Deutschland, Großbritannien, Dänemark, Belgien, die Niederlande, Tschechien, Polen, das ehemalige Jugoslawien, Rumänien und Bulgarien. Früher wurde er auch in Marokko beobachtet. In Irland und Schweden ist Galeopsis angustifolia ein Neophyt. Er ist ein submediterran-praealpines Florenelement. In Österreich und der Schweiz ist der Schmalblättriger Hohlzahn allgemein zerstreut zu finden.
In Deutschland ist der Schmalblättrige Hohlzahn in den Kalkgebieten des mittleren und südlichen Gebiets recht verbreitet; im Norden seltener und oft unbeständig auftretend. In manchen Gebieten wie etwa im Allgäu tritt er besonders auf dem Schotter der Eisenbahngleise auf und ist zur typischen Eisenbahnpflanze geworden.
Der Schmalblättrige Hohlzahn wächst in Mitteleuropa in Schuttunkrautfluren, auf Geröllhalden, an Bahndämmen, auf Äckern und auch auf  Weiden. Er gedeiht meist auf warmen, trockenen, mehr oder weniger kalkreichen, meist humusarmen oder feinerdearmen, lockeren Steinschuttböden (Kalkstein, Porphyr, Basalt) oder Kiesböden. Er ist eine Charakterart des Galeopsietum angustifoliae aus dem Verband Stipion calamagrostis. Er steigt in Tirol bis in Höhenlagen von etwa 1000 Metern, im Kanton Wallis bis in Höhenlagen von etwa 2000 Metern auf.
Die ökologischen Zeigerwerte nach Ellenberg sind: Lichtzahl 8 = Halblicht- bis Volllichtpflanze, Temperaturzahl 7 = Wärmezeiger, Kontinentalitätszahl 4 = gemäßigtes Seeklima zeigend, Feuchtezahl 2 = Starktrockenheits- bis Trockenheitszeiger, Feuchtewechsel = keinen Wechsel der Feuchte zeigend, Reaktionszahl 8 = Schwachbasen- bis Basen-/Kalkzeiger, Stickstoffzahl 4 = Stickstoffarmut bis mäßigen Stickstoffreichtum zeigend, Salzzahl 0 = nicht , Schwermetallresistenz = nicht schwermetallresistent.
Die ökologischen Zeigerwerte nach Landolt et al. 2010 sind in der Schweiz: Feuchtezahl F = 2 (mäßig trocken), Lichtzahl L = 4 (hell), Reaktionszahl R = 5 (basisch), Temperaturzahl T = 3+ (unter-montan und ober-kollin), Nährstoffzahl N = 3 (mäßig nährstoffarm bis mäßig nährstoffreich), Kontinentalitätszahl K = 4 (subkontinental).

## Systematik
Die Erstbeschreibung von Galeopsis angustifolia erfolgte 1804 durch Jakob Friedrich Ehrhart in Georg Franz Hoffmann: Deutschlands Flora oder Botanisches Taschenbuch, Vierter Jahrgang, S. 8. Das Artepitheton angustifolia bedeutet „schmalblättrig“.
Der Schmalblättrige Hohlzahn wird von manchen Autoren auch als Unterart Galeopsis ladanum subsp. angustifolia (Ehrh. ex Hoffm.) Gaudin zum Breitblättrigen Hohlzahn (Galeopsis ladanum L.) gestellt. Der Schmalblättrige Hohlzahn ist sehr formenreich und teilweise durch Übergänge mit dem Breitblättrigen Hohlzahn (Galeopsis ladanum) verbunden.
Bei anderen Autoren gibt es etwa zwei Unterarten:
- Galeopsis angustifolia Ehrh. ex Hoffm. subsp. angustifolia (Syn.: Galeopsis angustifolia var. glabrescens Favrat, Galeopsis angustifolia var. littoralis Vicq & Bruttan, Galeopsis bertetii E.P.Perrier & Songeon ex Verlot, Galeopsis calcarea Schönh., Galeopsis canescens Schult., Galeopsis arvatica Jord., Galeopsis glabra Des Étangs, Galeopsis glaucescens Reut. ex Ardoino, Galeopsis orophila Timb.-Lagr., Galeopsis ladanum var. arenaria Gren. & Godr., Galeopsis ladanum var. arvatica (Jord.) Nyman,Galeopsis ladanum var. calcarea (Schönh.) Briq., Galeopsis ladanum var. campestre Timb.-Lagr., Galeopsis ladanum var. canescens (Schult.) Rchb., Galeopsis ladanum var. glabra (Des Étangs) Nyman, Galeopsis ladanum var. glaucescens (Reut. ex Ard.) Nyman, Galeopsis ladanum var. orophila (Timb.-Lagr.) Briq., Galeopsis ladanum var. spinosa Benth.): Es gibt Fundortangaben für Spanien, Andorra, Frankreich, Italien, die Schweiz, Österreich, Deutschland, das Vereinigte Königreich, Dänemark, Belgien, Luxemburg, die Niederlande, die ehemalige Tschechoslowakei, Polen, das ehemalige Jugoslawien, Rumänien und Bulgarien.[8]
- Galeopsis angustifolia subsp. carpetana (Willk.) Laínz (Syn.: Galeopsis carpetana Willk., Galeopsis ladanum var. carpetana (Willk.) Briq., Galeopsis ladanum subsp. carpetana (Willk.) O.Bolòs & Vigo): Sie kommt nur von Spanien über Andorra bis Frankreich vor.[8]

## Bilder

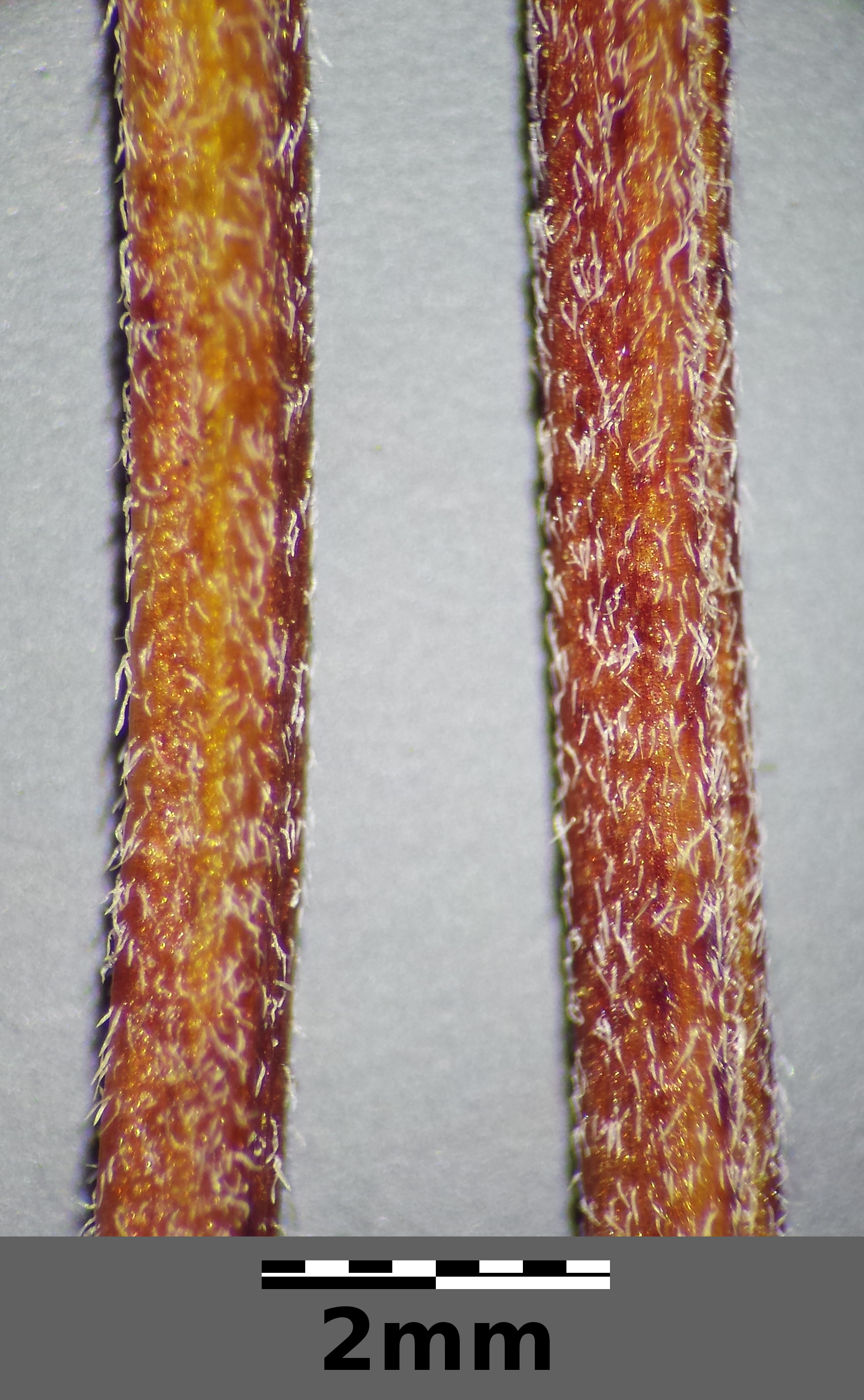
Der Stängel ist abwärts anliegend behaart.
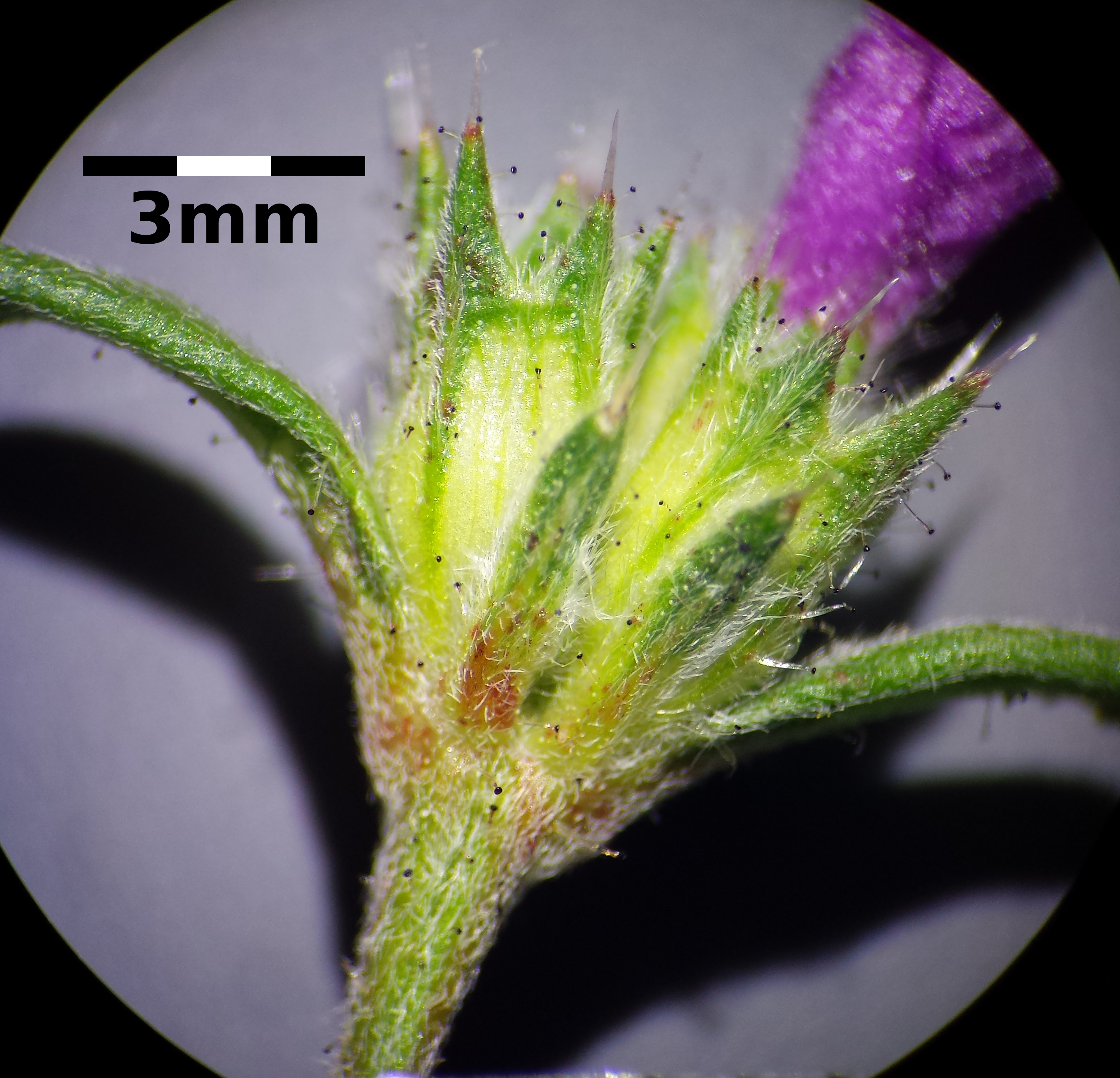
Die Kelchblätter sind anliegend behaart und weise zudem dunkelköpfige Drüsenhaare auf.
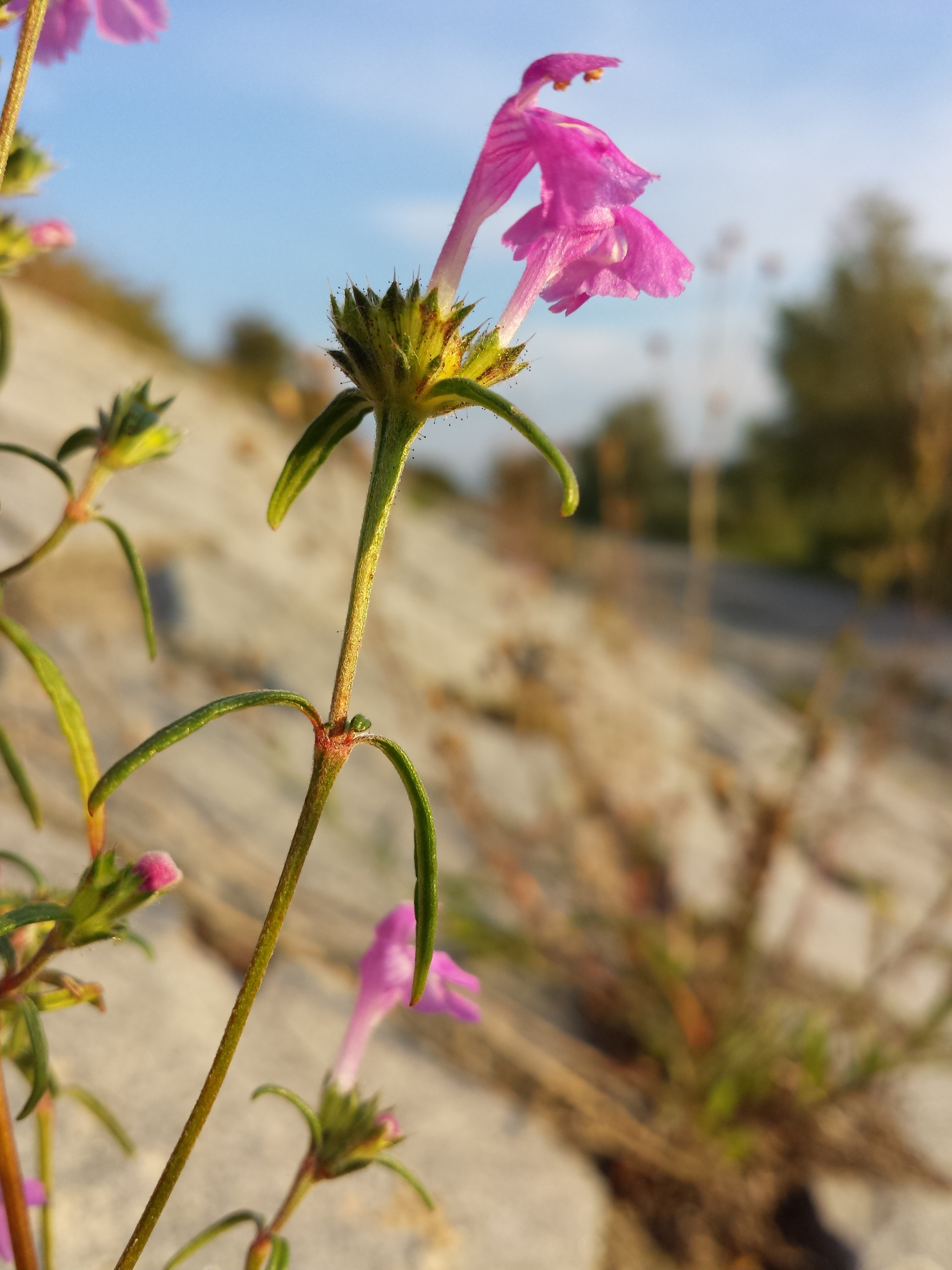
Die Kronröhre ragt oft weit aus dem Kelch heraus.
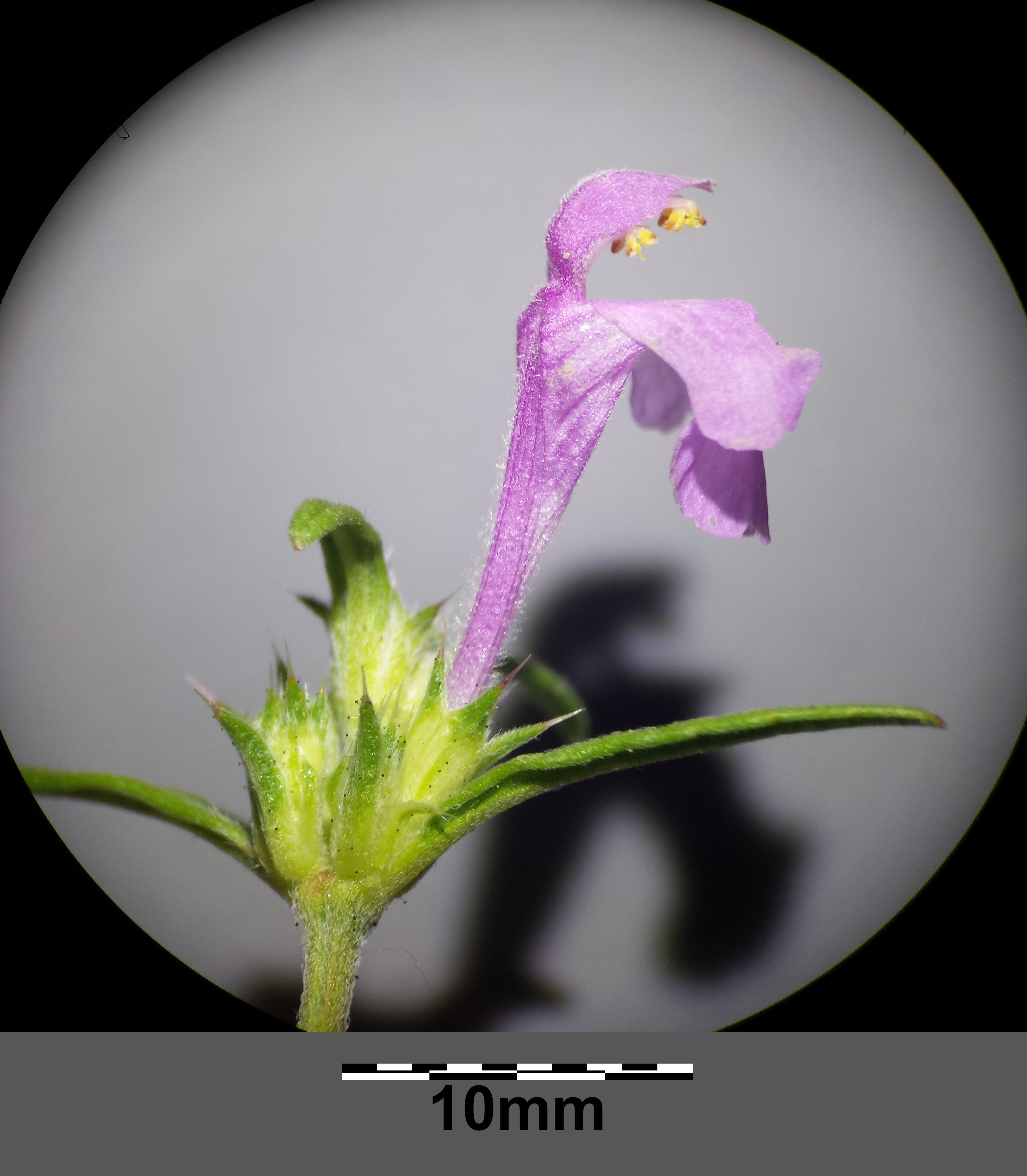
Zygomorphe Blüten von der Seite
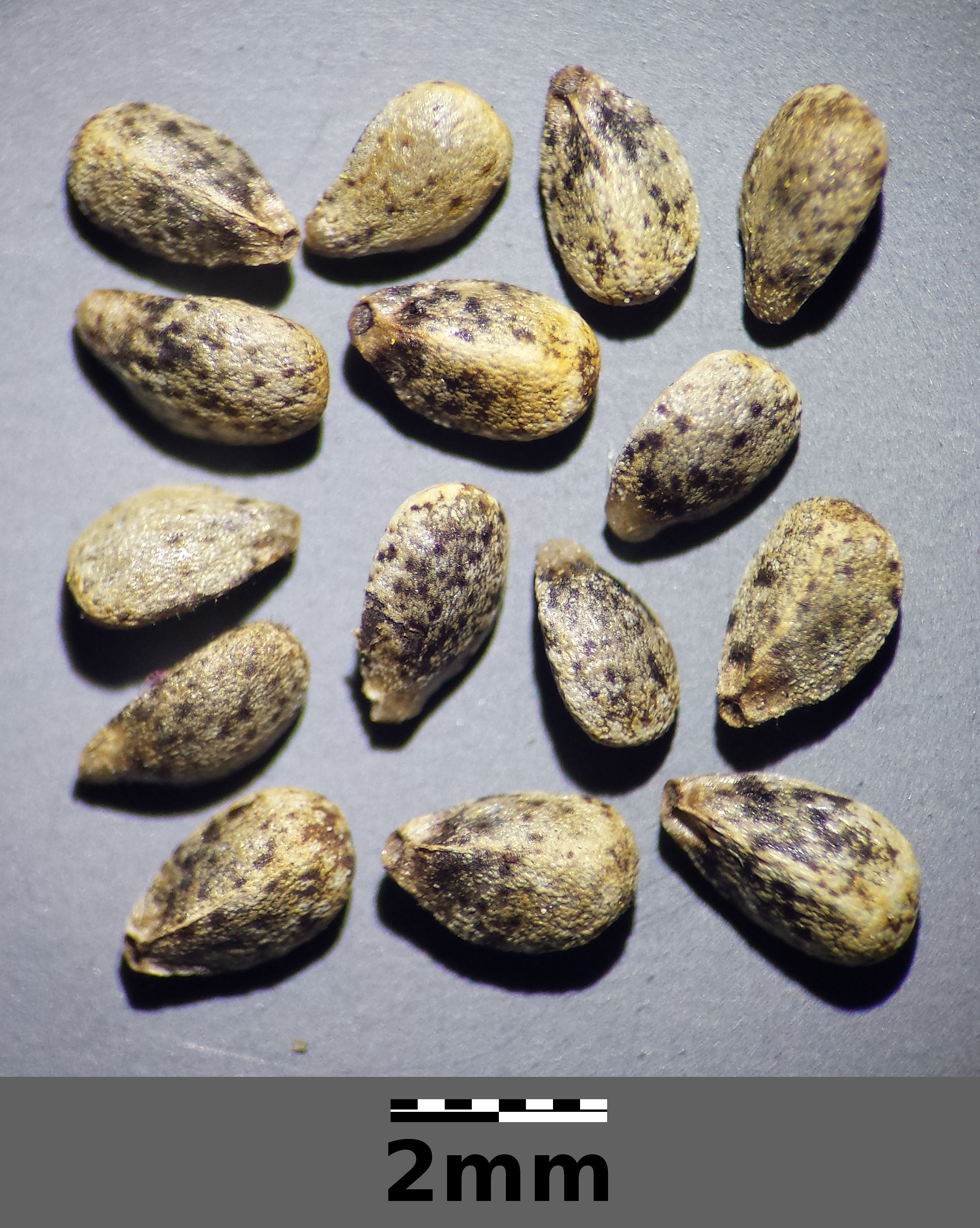
Klausen
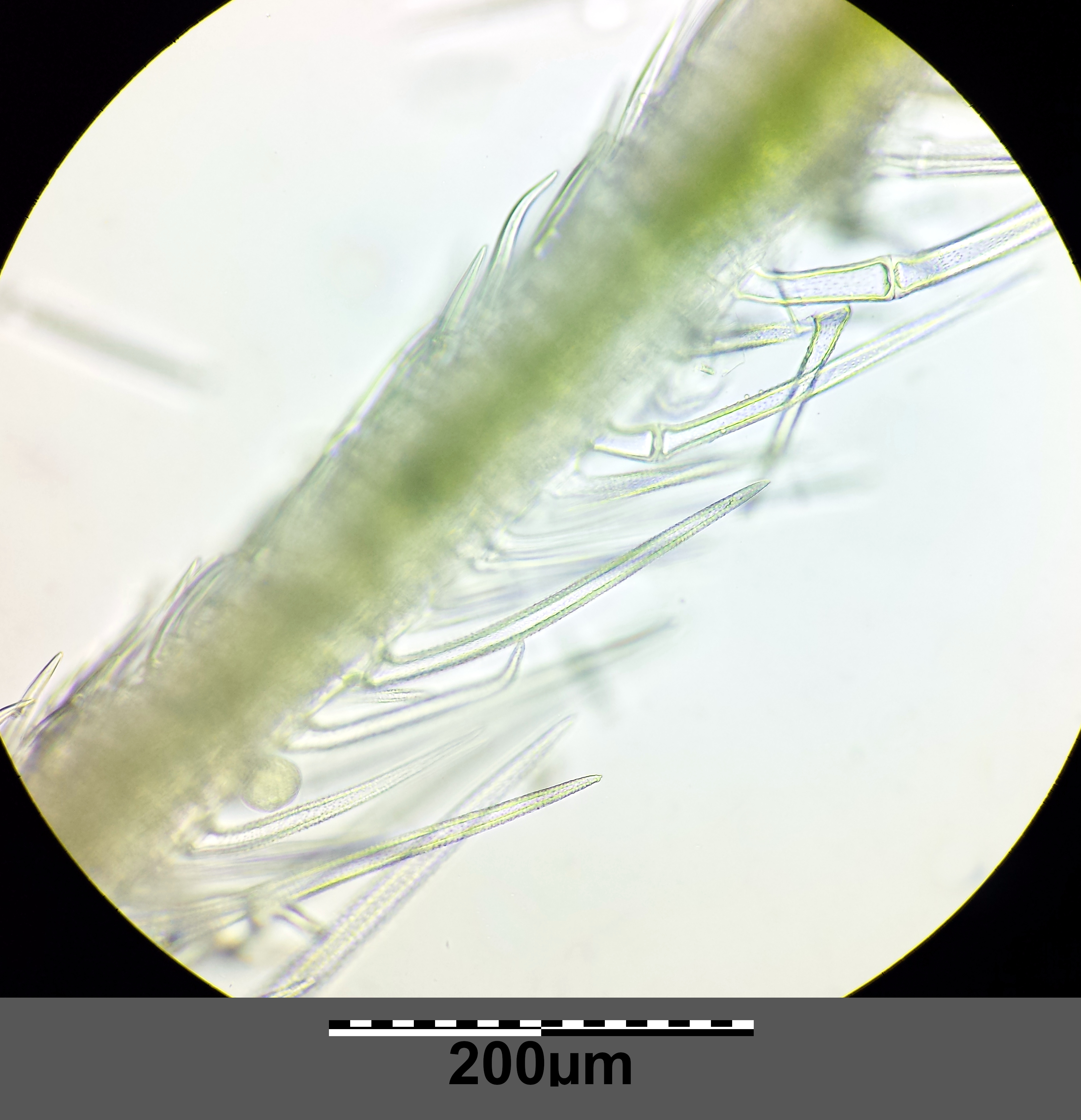
Die Kelchblätter sind mit warzigen, matten Haaren besetzt.